# Bazofil

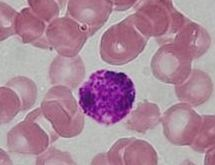
Bazofil wśród erytrocytów

Bazofile, granulocyty zasadochłonne – morfotyczne składniki krwi z grupy leukocytów (białych krwinek), których cytoplazma zawiera ziarnistości barwiące się barwnikami zasadowymi na kolor niebieski. Komórki te mają około 10 μm średnicy, kulisty kształt oraz wydłużone jądro z dwoma lub więcej przewężeniami (jądro segmentowane). Swoją fizjologią przypominają komórki tuczne (mastocyty). Stanowią do 1% wszystkich leukocytów oraz około 2% wszystkich granulocytów. Podwyższoną liczbę bazofili we krwi nazywa się bazofilią.
Komórki te powstają w czerwonym szpiku kostnym z nieukierunkowanych komórek macierzystych (CFU-GEMM), które pod wpływem odpowiednich cytokin (m.in. interleukina 3 (IL-3), IL-4, IL-10, SCF, NGF) przekształcają się w linię rozwojową bazofilów (CFU-Baso).
Mają zdolność do fagocytozy, choć mniejszą niż neutrofile. W swoich ziarnistościach magazynują m.in.: histaminę, która rozszerza naczynia krwionośne i zwiększa ich przepuszczalność, heparynę obniżającą krzepliwość krwi oraz serotoninę. Substancje te uwalniają pod wpływem immunoglobulin E, kiedy to bazofile zostają pobudzone do reakcji (alergicznej lub anafilaktycznej).